# Cod roșu la Londra
Cod roșu la Londra (în engleză London Has Fallen) este un film de acțiune american regizat de Babak Najafi, avându-i ca protagoniști pe Gerard Butler, Aaron Eckhart și Morgan Freeman. Este continuarea filmului Cod Roșu la Casa Albă.